# Церакви (монастырь)
Церакви (груз. წერაქვი) — монастырский комплекс XII—XIII вв. в Грузии.
Памятник средневекового грузинского зодчества. Расположен в Марнеульском районе провинции Квемо Картли, на левом берегу реки Шулавери, примерно в трёх километрах от села Церакви. Монастырь включает постройки: храм Успения Богородицы (XII—XIII века), колокольня, храм Святого Георгия (позднее средневековье), винный погреб и др.